# 캐서린 디셔

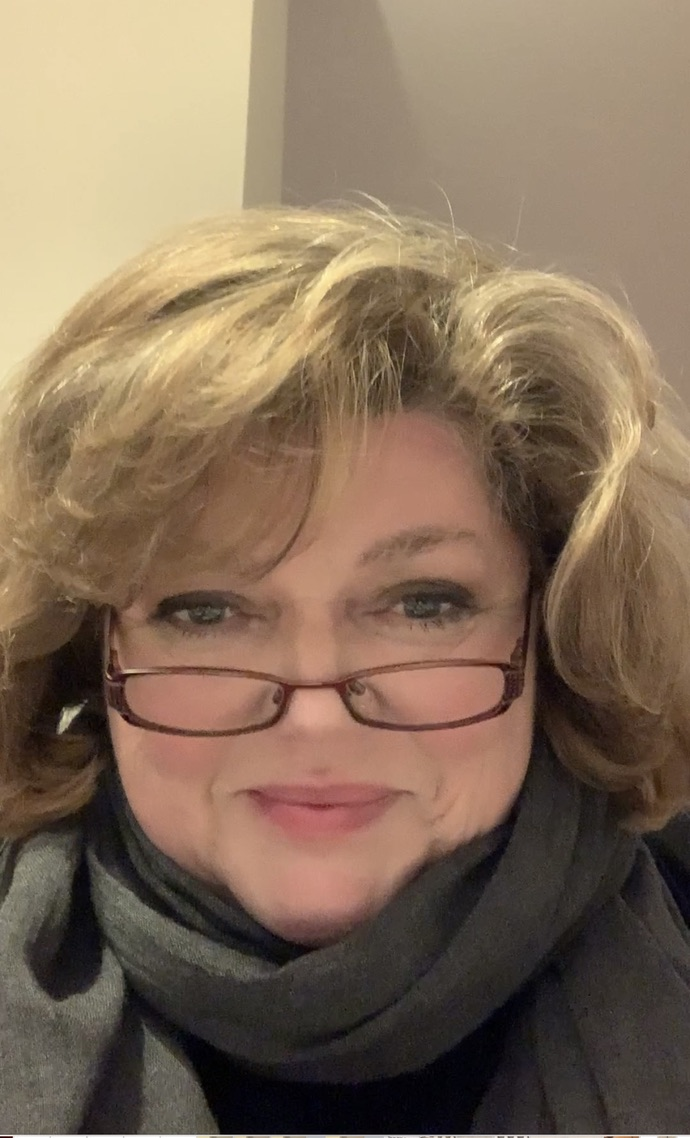

캐서린 디셔(Catherine Disher, 1960년 6월 22일 ~ )는 캐나다의 배우, 각본가이다.
몬트리올에서 태어났다.

## 출연 작품
- 더 굿 위치스 기프트 (2010, The Good Witch's Gift)
- 테리 폭스의 희망 마라톤 (2005년)
- 공포의 대지진 (1998년)
- 싸이킥 (1991년)
- 사랑 교체 (1988년)
- 우주 전쟁 (1988년)

### 텔레비전
- 13일의 금요일 (1988-89, Friday the 13th: The Series)
- Forever Knight (1992-96)
- 엑스맨 (1992-97) - 애니메이션
- 굿 위치 (2015-21, Good Witch)